# Free Record Shop
Free Record Shop was een Nederlandse winkelketen, die zich specialiseerde in de verkoop van muziek op vinyl en cd, films op VHS, dvd en blu-ray, computerspellen, console spellen en boeken. Op 22 april 2014 is de keten definitief failliet verklaard. De activa en het merk werden begin mei 2014 overgenomen door Boekenvoordeel. De winkels van Boekenvoordeel zijn in het najaar van 2014 voorzien van een shop-in-shop van Free Record Shop.

## Geschiedenis
Hans Breukhoven begon op 15 oktober 1971 een grammofoonplatenwinkel in Schiedam. De winkel was niet aangesloten bij de Nederlandse Vereniging van Grammofoonplaten Detailhandelaren (NVGD) en zo ontstond de naam Free Record Shop (in het Nederlands: Vrije platenzaak).
In 1989 waren er 72 winkelvestigingen in Nederland en 6 in België. Later werden er ook vestigingen geopend in Luxemburg. In 1997 werd de webwinkel van Free Record Shop gelanceerd. In 2006 kocht Free Record Shop de Belgische winkelketen Game Mania. In Nederland werden vervolgens ook Game Mania winkels geopend. In 2008 waren er 182 filialen in Nederland en 66 in België.
In 2007 werden de activiteiten in Finland (16 filialen) en in 2008 die in Noorwegen (49 filialen) verkocht aan GameStop.
In 2013 werd duidelijk dat de Free Record Shop Holding kampte met een hoge schuldenlast, waaronder bij de belastingdienst, die was ontstaan door de aanhoudende crisis en de teruglopende omzet van de fysieke winkels. Op 28 mei 2013 werd het faillissement uitgesproken voor de Nederlandse activiteiten. Halverwege juli 2013 werd het bedrijf overgenomen en maakte het een doorstart in afgeslankte vorm. Game Mania en FAME, die ook onder de Free Record Shop holding vielen, werden afgesplitst. Halverwege november 2013 werd het faillissement uitgesproken voor de Belgische activiteiten. Op 2 januari 2014 werd het bedrijf E-Ways, onderdeel van ECI Holding, failliet verklaard. E-Ways was verantwoordelijk voor het voorraadbeheer en verpakken en verzenden van de bestelde artikelen voor onder meer Free Record Shop. Door dit faillissement kwamen alle online activiteiten van Free Record Shop stil te liggen. In maart 2014 werd aangekondigd dat de keten verder zou gaan als outlet, waarbij niet langer nieuwe cd's en films, maar alleen nog oude magazijnvoorraden zouden worden verkocht tegen grote kortingen. Op 22 april 2014 werd Free Record Shop Nederland opnieuw failliet verklaard.
Op 2 mei 2014 nam Boekenvoordeel de activa van Free Record Shop over. De 36 overgebleven Free Record Shop winkels bleven nog tot 3 mei 2014 open om de voorraden te verkopen tegen stuntprijzen.

## Tijdlijn faillissement

### Nederland
- 1 februari 2013: Alle 10 filialen van Free Record Shop in spoorwegstations zullen binnen zes maanden sluiten.[3]

- 25 april 2013: Investeringsmaatschappij ProCures wil het noodlijdende bedrijf overnemen. Ook Game Mania zou worden overgenomen.[4][5][6]
- 28 mei 2013: De Nederlandse activiteiten van Free Record Shop, inclusief FAME en Van Leest, worden failliet verklaard. Free Record Shop België en Game Mania, waar investeringsmaatschappij ProCures eerder voor een symbolisch bedrag een meerderheidsbelang in had verworven, vallen buiten het faillissement. Direct na het faillissement werd bekend dat er werd gezocht naar de mogelijkheden voor een doorstart.
- 12 juni 2013: Zeker 51 van de 141 vestigingen in Nederland zullen de deuren definitief moeten sluiten. De 755 medewerkers werden formeel voor 1 juli 2013 ontslagen. Voor de overige winkels werd gewerkt met 350 tijdelijke werknemers tot een overnamekandidaat bekend werd. Free Record Shop voerde aanvankelijk met vier kandidaten gesprekken over een overname.[7][8][9]
- 1 juli 2013: ProCures, een van de kandidaten om de Free Record Shop over te nemen, heeft zich teruggetrokken. ProCures heeft zich teruggetrokken uit Free Record Shop België. De omzet van de Nederlandse winkels was sinds het faillissement met 80 procent gedaald, omdat de winkels nauwelijks meer aangevuld werden.[10]
- 16 juli 2013: Er werd overeenstemming bereikt met ProCures. Het bedrijf nam in Nederland 40 filialen over. De rest van de Nederlandse filialen sloten de deuren. In België nam ProCures, dat daarvoor Fresh Entertainment Holding oprichtte, alle 70 filialen van de Free Record Shop over. Game Mania werd overgenomen door de oprichters en ging hierdoor zelfstandig verder. 13 Nederlandse Game Mania winkels werden een week later gesloten.
- 2 januari 2014: De uitbater van de website van Free Record Shop, E-Ways, werd failliet verklaard. E-Ways was onderdeel van de boekenclub ECI B.V. uit Vianen die uitstel van betaling aanvroeg. De website van Free Record Shop verwees bezoekers naar de fysieke winkels.[11]
- 25 maart 2014: De overgebleven Free Record Shop winkels zouden verdergaan als outlet, waarbij alleen oudere magazijnvoorraden zouden worden verkocht.[12]
- 22 april 2014: Fresh Entertainment Nederland, het moederbedrijf achter de winkelorganisatie van Free Record Shop in Nederland, is failliet verklaard.[13][14] De website is sindsdien helemaal offline.
- 2 mei 2014: Boekenvoordeel koopt het klantenbestand, de websites, de rechten van het merk en de interieurs van de overgebleven winkels van Free Record Shop. Het bedrijf overwoog de huurcontracten van 16 winkels over te nemen. Daarmee zouden circa 30 medewerkers hun baan kunnen behouden.[15]

- 3 mei 2014: De 36 overgebleven Free Record Shop winkels sloten de deuren, nadat ze hun voorraden tegen stuntprijzen hadden verkocht.
- 14 juli 2014: Boekenvoordeel maakt bekend dat Free Record Shop voortgezet wordt als shop-in-shop in alle Boekenvoordeel winkels. Uit het faillissementsverslag blijkt dat 114.950 euro is betaald voor de activa van Free Record Shop, dat in 2000 op de beurs meer dan tweehonderd miljoen euro waard was.[16]
- 8 augustus 2014: Boekenvoordeel laat weten dat het geen plannen heeft voor een webwinkel: 'Hoewel we over een databank met een half miljoen klanten beschikken, konden we daar geen partner voor vinden.' Op freerecordshop.nl staat wel te lezen dat "er wat gaat gebeuren".[17]
- november 2015: De webwinkel op freerecordshop.nl wordt heropend als eigen merknaam onder de vlag van Boekenvoordeel.[18]

### België
Nog geen half jaar na de redding van Free Record Shop wordt het faillissement aangevraagd voor de Belgische activiteiten. Een gebrek aan winkelvoorraad ten gevolge van het voorgaande faillissement en een tegenvallend consumentenvertrouwen zouden volgens Free Record Shop de oorzaak zijn. De Nederlandse en Luxemburgse activiteiten vallen buiten het faillissement.
- 19 november 2013: Het faillissement wordt aangevraagd voor Fresh Entertainment Holding, de Belgische activiteiten van Free Record Shop.

- 28 november 2013: De Britse investeringsmaatschappij Hilco Capitals neemt de activiteiten van de Free Record Shops in België over en zorgt voor de uitbating tot eind december 2013. Hiervoor pompen ze 4 miljoen euro in de keten. In deze "proefperiode" zal het half december een bod doen op de officiële overname van Free Record Shop. Cadeaubonnen worden voorlopig niet meer aanvaard.
- 13 december 2013: Verschillende bekende Vlamingen tonen hun steun aan Free Record Shop. DJ Regi vervangt vanaf maandag 16 december 2013 zijn reclamespot voor het nieuwe Milk Inc.-album door een oproep om Free Record Shop te redden.
- 19 december 2013: Na het nieuws dat de curatoren van Free Record Shop geen bod van Hilco Capitals hebben ontvangen om de Belgische tak verder te zetten, laat Hilco Capitals weten wel geïnteresseerd te zijn om de meeste, winstgevende winkels over te nemen. Het zal vooral kijken naar de verkoopprestaties en huurgelden van de filialen afgelopen tijd.
- 27 december 2013: Hilco Capitals heeft alsnog een bod gedaan. De verkoop van de inboedel van de 68 winkels wordt opgeschort, maar voor de meeste loten werd het startbod toch niet gehaald. Alle winkels worden overgenomen, enkel de winkel in Tielt-Winge wordt afgestoten; er is een andere overnemer. Vanaf 1 januari zou Hilco Capitals de controle over Free Record Shop moeten hebben.
- 2 januari 2014: De huidige eigenaar van de Free Record Shop website, E-Ways, wordt failliet verklaard. De online diensten van de Free Record Shop zijn na deze berichten ook in België en Luxemburg offline gehaald.

- 12 februari 2014: De samenwerking met Hilco is beëindigd en de doorstart ketst af. De voorraden werden naar de Nederlandse winkels overgebracht. De drie Luxemburgse filialen zijn overgenomen door het management.